# Lorenz Spengler
Lorenz Spengler (22. september 1720 i Schaffhausen, Schweiz – 20. december 1807 i København) var en dansk kunstdrejer, kunstkammerforvalter og naturvidenskabsmand.
Kunstdrejeren Lorenz Spengler stammede fra Schaffhausen i Schweiz. Han kom til København i 1743. Han fik titel af hofkunstdrejer og underviste det meste af kongefamilien, heriblandt Christian 6. og senere også Frederik 5., i drejerkunsten.
På Rosenborg findes nogle af Spenglers bedste arbejder, heriblandt pokaler af strudseæg, elfenben og rav. Hovedværket er en lysekrone af rav, udført efter en tegning af Marcus Tuscher. Kronen er udformet som en prismekrone og vidner om, at man ved det danske hof fortsatte med at bruge rav, længe efter at det var gået af mode ved andre europæiske hoffer.
Fra 1771 til sin død var han Kunstkammerforvalter, en stilling hans søn Johan Conrad Spengler sidenhen overtog. Som naturforsker blev han medlem af Videnskabernes Selskab. Dele af hans store samling af konkylier, kunstsager og malerier blev senere overtaget af staten.
Han er begravet ved Reformert Kirke i København.